# Lantaarnhengelvis
De lantaarnhengelvis (Linophryne arborifera) is een straalvinnige vissensoort uit de familie van de linophryden (Linophrynidae). De wetenschappelijke naam van de soort is voor het eerst geldig gepubliceerd in 1925 door Regan.

## Kenmerken

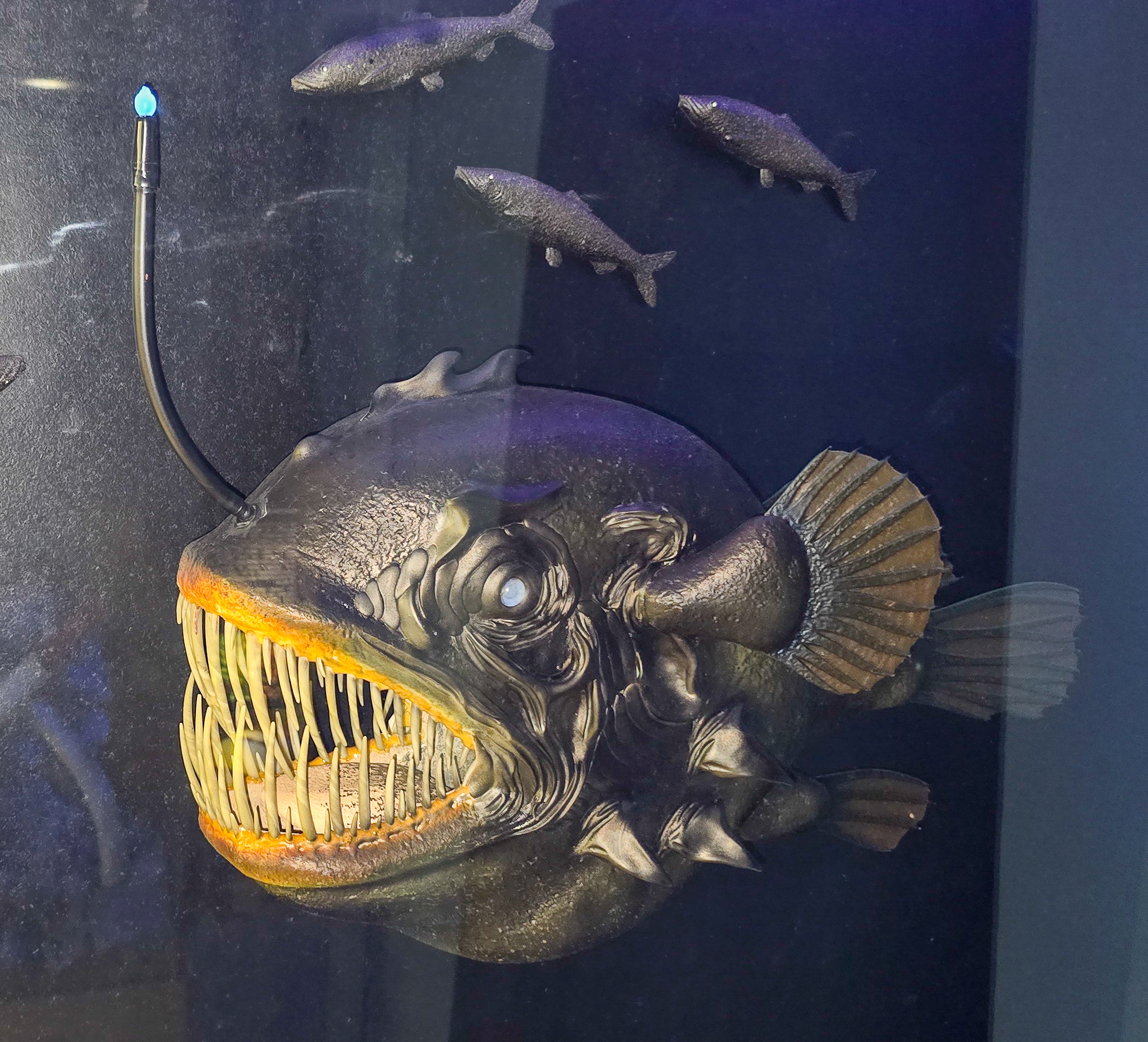
Lantaarnhengelvis in het Muzee Scheveningen

Het lichaam van het vrouwtje is bolrond met een grote bek met scherpe tanden. Op de snuitpunt en onder de kin bevindt zich een lichtgevend lokaas, die de vorm hebben van op zeewier lijkende vertakkingen. Het mannetje is veel kleiner dan het vrouwtje, dat een lichaamslengte heeft van maximaal 10 cm en een gewicht tot 300 gram. Het mannetje leeft parasitair op het lichaam van het vrouwtje doordat hij zich in haar lichaam vastbijt. De bloedvatenstelsels versmelten zich, waardoor het mannetje zijn voeding verkrijgt langs deze weg.

## Verspreiding en leefgebied
Deze soort komt voor in de diepere wateren van de Atlantische Oceaan.